# Spy vs. Spy (computerspel)
Spy vs. Spy (Japans: スパイvsスパイ) is een videospel dat werd ontwikkeld door First Star Software. Dit bedrijf is bekend van het computerspel Boulderdash. Het spel kwam in 1984 uit voor de Apple II, Atari 8 bit en de Commodore 64, maar werd later ook uitgebracht voor andere homecomputers. Het spel is gebaseerd op het gelijknamige stripverhaal uit MAD waarbij twee spionnen elkaar op onwaarschijnlijke manieren en complexe manieren om het leven proberen te brengen.
Het doel van het spel is de tegenstander zo vaak als mogelijk te doden en hierbij alle items te verzamelen voordat de tijd verstreken is. Elke spion heeft een eigen klok die terugloopt. Als een spion gedood is laat hij al zijn voorwerpen vallen. Het spel kan met één speler tegen de computer of met twee spelers tegelijkertijd in  splitscreen modus gespeeld worden.

## Platforms
| Jaartal | Platform                                 |
| ------- | ---------------------------------------- |
| 1984    | Apple II, Atari 8-bit, Commodore 64, MSX |
| 1985    | Amstrad CPC, ZX Spectrum                 |
| 1986    | NES, PC-88, SEGA Master System           |
| 1987    | BBC Micro, Electron                      |
| 1989    | Amiga, Atari ST                          |
| 1999    | Game Boy Color                           |
| 2005    | PlayStation 2 (remake), Xbox (remake)    |
| 2012    | iOS (remake)                             |

## Ontvangst
Het spel kreeg wisselende recensies:
| Beoordeeld door                      | Platform | Jaar               | Score |
| ------------------------------------ | -------- | ------------------ | ----- |
| Sinclair User                        | 1985     | ZX Spectrum        | 100%  |
| Computer and Video Games (CVG)       | 1990     | Commodore 64       | 97%   |
| Mean Machines                        | 1990     | NES                | 84%   |
| Computer and Video Games (CVG)       | 1990     | ZX Spectrum        | 82%   |
| Amiga Joker                          | 1990     | Amiga              | 82%   |
| Atari ST User                        | 1989     | Atari ST           | 80%   |
| Pocket Magazine / Pockett Videogames | 1999     | Gameboy            | 80%   |
| IGN                                  | 2000     | Gameboy            | 80%   |
| Super Play                           | 1999     | Gameboy            | 77%   |
| GameSpot                             | 2000     | Gameboy            | 76%   |
| Génération 4                         | 1987     | SEGA Master System | 75%   |
| All Game Guide                       | 1998     | NES                | 70%   |
| TeamXbox                             | 2005     | Xbox               | 64%   |
| Raze                                 | 1991     | NES                | 60%   |
| Game Chronicles                      | 2005     | Xbox               | 60%   |
| Worth Playing                        | 2005     | Xbox               | 60%   |
| Total! (Duitsland)                   | 1999     | Gameboy            | 60%   |
| The Video Game Critic                | 2000     | NES                | 58%   |
| Darkstation                          | 2005     | Xbox               | 50%   |
| IC-Games                             | 2005     | PlayStation 2      | 45%   |
| Jeuxvideo.com                        | 2005     | PlayStation 2      | 45%   |
| GameSpot                             | 2005     | Xbox               | 43%   |
| Sydney Morning Herald                | 2005     | PlayStation 2      | 40%   |
| Jolt (UK)                            | 2005     | Xbox               | 40%   |
| The Video Game Critic                | 2012     | Xbox               | 0%    |

## Trivia
- Het spel is opgenomen in het boek 1001 Video Games You Must Play Before You Die van Tony Mott.

## Vervolg
- Spy vs. Spy: The Island Caper
- Spy vs. Spy: Arctic Antics